# Aigné
Aigné é uma comuna francesa na região administrativa do País do Loire, no departamento de Sarthe. Estende-se por uma área de 12.59 km². Em 2010 a comuna tinha 1 723 habitantes (densidade: 136,9 hab./km²).